# Mes amours
Pour plus de détails, voir Fiche technique et Distribution.
Mes amours (Amori miei) est un film italien réalisé par Steno et sorti en 1978.
Pour son rôle dans ce film, Monica Vitti a été récompensée par un prix David di Donatello de la meilleure actrice en 1979.

## Synopsis
Anna Lisa Bianchi partage avec équité le lit et l'affection de deux hommes qui ne se connaissent pas.

## Fiche technique
- Titre français : Mes amours[2]
- Titre original italien : Amori miei
- Réalisation : Steno
- Scénario : Iaia Fiastri
- Photographie : Franco Di Giacomo
- Musique : Armando Trovajoli
- Montage : Raimondo Crociani
- Société de production : Vides Cinematografica
- Pays de production : Italie
- Langue originale : italien
- Format : Couleur par Eastmancolor - 1,85:1 - Son mono
- Genre : Comédie romantique
- Durée : 100 minutes
- Dates de sortie: 
  - Italie : 21 décembre 1978

## Distribution
- Monica Vitti : Anna Lisa Bianchi
- Johnny Dorelli : Marco Rossi
- Enrico Maria Salerno : Antonio Bianchi
- Edwige Fenech : Deborah